# Делта (Јута)
Делта (енгл. Delta) град је у америчкој савезној држави Јута.

## Демографија
По попису из 2010. године број становника је 3.436, што је 227 (7,1%) становника више него 2000. године.
| Група             | 2000.         | 2010.         |
| Белци             | 2.826 (88,1%) | 2.662 (77,5%) |
| Афроамериканци    | 2 (0,1%)      | 8 (0,2%)      |
| Азијати           | 4 (0,1%)      | 14 (0,4%)     |
| Хиспаноамериканци | 324 (10,1%)   | 704 (20,5%)   |
| Укупно            | 3.209         | 3.436         |